# 2018년 동계 올림픽 라트비아 선수단
2018년 동계 올림픽 라트비아 선수단은 대한민국 평창에서 개최되는 2018년 동계 올림픽에 참가하는 올림픽 라트비아 선수단이다.

## 메달 집계

### 종목별 참가 선수 및 메달 수
| 종목              | 참가 선수 | 1 | 2 | 3 | 메달 합계 |
| 루지              | 5         |   |   |   |           |
| 바이애슬론        | 6         |   |   |   |           |
| 봅슬레이          | 6         |   |   | 1 | 1         |
| 쇼트트랙          | 10        |   |   | 2 |           |
| 스켈레톤          | 3         |   |   |   |           |
| 스피드스케이팅    | 16        |   |   |   |           |
| 알파인 스키       | 4         |   |   |   |           |
| 크로스컨트리 스키 | 4         |   |   |   |           |
| 피겨 스케이팅     | 7         |   |   |   |           |
| 합계              | 34        | 0 | 0 | 1 | 1         |

### 메달리스트
| 메달   | 이름                           | 종목     | 세부 종목  | 날짜     |
| ------ | ------------------------------ | -------- | ---------- | -------- |
| 동메달 | Jānis Strenga Oskars Melbārdis | 봅슬레이 | 남자 2인승 | 2월 19일 |

## 종목별 성적

### 루지
| 선수 | 세부 종목 | 1차 시기 | 1차 시기 | 2차 시기 | 2차 시기 | 3차 시기 | 3차 시기 | 4차 시기 | 4차 시기 | 합계 | 합계 |
| 선수 | 세부 종목 | 기록     | 순위     | 기록     | 순위     | 기록     | 순위     | 기록     | 순위     | 기록 | 순위 |

### 바이애슬론
| 선수 | 세부 종목 | 기록 | 사격 실수 | 순위 |

### 봅슬레이
| 선수 | 세부 종목 | 1차 시기 | 1차 시기 | 2차 시기 | 2차 시기 | 3차 시기 | 3차 시기 | 4차 시기 | 4차 시기 | 합계 | 합계 |
| 선수 | 세부 종목 | 기록     | 순위     | 기록     | 순위     | 기록     | 순위     | 기록     | 순위     | 기록 | 순위 |

### 쇼트트랙 스피드 스케이팅
남자
| 선수 | 세부 종목 | 예선 | 예선 | 준준결선 | 준준결선 | 준결선 | 준결선 | 결선 | 결선 | 최종 순위 | 최종 순위 |
| 선수 | 세부 종목 | 기록 | 순위 | 기록     | 순위     | 기록   | 순위   | 기록 | 순위 | 최종 순위 | 최종 순위 |

### 스켈레톤
| 선수 | 세부 종목 | 1차 시기 | 1차 시기 | 2차 시기 | 2차 시기 | 3차 시기 | 3차 시기 | 4차 시기 | 4차 시기 | 합계 | 합계 |
| 선수 | 세부 종목 | 기록     | 순위     | 기록     | 순위     | 기록     | 순위     | 기록     | 순위     | 기록 | 순위 |

### 스피드 스케이팅
남자
| 선수 | 세부 종목 | 기록 | 순위 |

### 피겨 스케이팅
| 선수 | 세부 종목 | 쇼트 프로그램 | 쇼트 프로그램 | 프리 스케이팅 | 프리 스케이팅 | 합계 | 합계 |
| 선수 | 세부 종목 | 점수          | 순위          | 점수          | 순위          | 점수 | 순위 |